# Episodi di Dixon of Dock Green (tredicesima stagione)
La tredicesima stagione della serie televisiva Dixon of Dock Green è andata in onda nel Regno Unito dal 1º ottobre 1966 al 24 dicembre 1966 su BBC One.
| nº | Titolo originale                           | Prima TV UK      |
| -- | ------------------------------------------ | ---------------- |
| 1  | The World of Silence                       | 1º ottobre 1966  |
| 2  | Fire, Sleet and Candlelight                | 8 ottobre 1966   |
| 3  | Billy                                      | 15 ottobre 1966  |
| 4  | The Executioners                           | 22 ottobre 1966  |
| 5  | The Wife                                   | 29 ottobre 1966  |
| 6  | Grenade                                    | 5 novembre 1966  |
| 7  | Dragon's Teeth                             | 12 novembre 1966 |
| 8  | Guilty People                              | 19 novembre 1966 |
| 9  | The Hunt for June Fletcher                 | 26 novembre 1966 |
| 10 | Street of Fear (Part 1): the Job           | 3 dicembre 1966  |
| 11 | Street of Fear (Part 2): Find Me a Witness | 10 dicembre 1966 |
| 12 | The Accident                               | 17 dicembre 1966 |
| 13 | The Golden Year                            | 24 dicembre 1966 |

## The World of Silence
- Prima televisiva: 1º ottobre 1966
- Diretto da: David Askey
- Scritto da: N. J. Crisp

### Trama
- Guest star:

## Fire, Sleet and Candlelight
- Prima televisiva: 8 ottobre 1966
- Diretto da: Vere Lorrimer
- Scritto da: Eric Paice

### Trama
- Guest star: Arthur Cox (Johnson), Jack Woolgar (Bugler), George Lee (Security Guard), Richard Franklin (2nd PBX Operator)

## Billy
- Prima televisiva: 15 ottobre 1966
- Diretto da: Vere Lorrimer
- Scritto da: N. J. Crisp

### Trama
- Guest star:

## The Executioners
- Prima televisiva: 22 ottobre 1966
- Diretto da: David Askey
- Scritto da: Eric Paice

### Trama
- Guest star:

## The Wife
- Prima televisiva: 29 ottobre 1966
- Diretto da: Vere Lorrimer
- Scritto da: N. J. Crisp

### Trama
- Guest star:

## Grenade
- Prima televisiva: 5 novembre 1966
- Diretto da: David Askey
- Scritto da: N. J. Crisp

### Trama
- Guest star: Catherine Howe (Janet Sutcliffe), Bernard G. High (Patrol Officer)

## Dragon's Teeth
- Prima televisiva: 12 novembre 1966
- Diretto da: David Askey
- Scritto da: Eric Paice

### Trama
- Guest star: Leslie Bates (2nd Man), James Appleby (1st Man), Michael Gover (Bennet), David Webb (Jack Kirby), Peter Welch (Harry Comer), Peter Thomas (Syd Derrington), John Rolfe (Joe Gillespie), Sheila Raynor (Mrs. Comer), Patrick Mower (Keith Stapledon)

## Guilty People
- Prima televisiva: 19 novembre 1966
- Scritto da: Gerald Kelsey

### Trama
- Guest star: Conrad Monk (Porter), Dennis Cleary (Barman), Eric Mason (Mr. Crouch), Peter Forbes-Robertson (Mr. Smith)

## The Hunt for June Fletcher
- Prima televisiva: 26 novembre 1966
- Diretto da: Vere Lorrimer
- Scritto da: Eric Paice

### Trama
- Guest star:

## Street of Fear (Part 1): the Job
- Prima televisiva: 3 dicembre 1966
- Diretto da: David Askey
- Scritto da: N. J. Crisp

### Trama
- Guest star:

## Street of Fear (Part 2): Find Me a Witness
- Prima televisiva: 10 dicembre 1966
- Diretto da: Vere Lorrimer
- Scritto da: Eric Paice

### Trama
- Guest star:

## The Accident
- Prima televisiva: 17 dicembre 1966
- Diretto da: David Askey
- Scritto da: N. J. Crisp

### Trama
- Guest star: Edward Woodward (Bruce Paynter), Jack Watling (Culver Watson), Jeffrey Wickham (Freddie), John Baddeley (dottore)

## The Golden Year
- Prima televisiva: 24 dicembre 1966
- Diretto da: Vere Lorrimer
- Scritto da: Eric Paice